# Miho Imada
Miho Imada (今 田 美 穂) (n. 1962) és una professional elaboradora de sake o nihonshu, considerada la creadora d'alguns dels millors sakes del món. Treballa a l'empresa de bodegues Imada Shuzō, fundada el 1868, a l'antiga localitat d'Akitsu, avui en dia agregada a la ciutat d'Higashihiroshima, a la prefectura d'Hiroshima.

## Destil·leria
Imada Shuzō és una petita destil·leria situada a la zona rural d'Hiroshima que produeix sakes d'estil ginjo reconeguts internacionalment. També és una de les poques destil·leries de sake que és propietat i que està dirigida per una dona tōji (杜氏) o mestra del sake.
Imada va créixer a Akitsu (Hiroshima), coneguda com la ciutat originària del sake d'estil ginjo i per la seva aigua poc mineralitzada. Les bodegues Imada Shuzō són un negoci familiar regit per la família Imada des del 1868 i que està establert al costat de la que va ser casa de Senzaburo Miura, el creador a finals de segle xix d'un mètode per obtenir sake a partir d'una aigua complicada, l'aigua tova d'Hiroshima, mancada dels minerals que faciliten la fermentació. Per nodrir aquesta manca, Miura va desenvolupar una tècnica que implicava un període més llarg de fermentació i a més baixa temperatura. Així, va crear l'estil de producció conegut com a ginjo: suau, delicadament dolç i amb una aroma equilibrada. Senzaburo Miura és considerat el pare del sake modern.
Miho Imada es va criar a la mateixa destil·leria de la fàbrica. Va aprendre l'art del sake del seu pare i del seu avi, però també es va inscriure a l'Institut Nacional d'Investigació de Destil·lació per conèixer la producció de sake el 1993. L'any següent va tornar a l'empresa Imada Shuzō i va estudiar junt amb el tōji o mestre del sake, Yashuhiro Kiyutaka, durant vuit anys abans de convertir-se ella mateixa en la mestra principal quan ell es va retirar l'any 2000. El seu pare, Yukinao Imada, s'estava fent gran i el seu germà va optar per ser metge en lloc de fer-se càrrec de l'empresa familiar.
A més de ser una mestra d'aquesta beguda en una destil·leria de sake de cinquena generació, Imada és coneguda per explorar varietats tradicionals d'arròs per utilitzar en l'elaboració dels seus sakes. Durant dues dècades ha estat elaborant per ella mateixa, com a part de la seva recerca, un sake que reflectís el distintiu clima i patrimoni agrícola o geològic d'Hiroshima. En les seves paraules: «Vaig ser l'única que va fer reviure aquesta tradició, I encara ara sóc l'única que fa servir aquest arròs per elaborar sake». La recuperació d'aquestes tècniques per part d'Imada ha obligat a refer la història del sake d'Hiroshima. Ha treballat amb agricultors locals per cultivar una llavor que no s'havia sembrat en més d'un segle, i a base de proves i errors ha pogut redescobrir el procés d'elaboració d'un arròs comú i prèviament oblidat, les arrels populars del qual el fan menys previsible que els arrossos moderns estandarditzats.
Abans de convertir-se en una elaboradora de sake als 33 anys, Imada va estudiar dret a la Universitat de Meiji i va treballar al teatre Noh de Tòquio. Noh és una forma tradicional de teatre musical japonès que data del segle xiv i una de les formes de teatre més antigues. Després de graduar-se a la Universitat de Meiji, va començar a treballar a la secció d'activitats culturals en un gran magatzem de Tòquio.

## Història
Les dones han treballat en l'elaboració de sake des de l'antiguitat i hi ha diverses històries de kuchikamizake (sake mastegat a la boca). Segons l'antiga tradició del sake, les dones van ser les primeres que van fer sake i les primeres en fabricar-lo durant el període Yayoi (300 aC - 300 dC). Les donzelles del santuari, anomenades miko, elaboraven la beguda com a ofrena als déus, emprant un primitiu mètode que consistia en mastegar i escopir arròs i deixar que els propis enzims del cos fessin la feina de fermentació. El procés de mastegar i la saliva degradaven el midó de l'arròs i el llevat de l'aire transformava part de la glucosa en alcohol, cosa que resultava en una forma bàsica de sake. És probable que els kanji o signes de la paraula Toji siguin una derivació del nom antic de la paraula dama. Hi ha al voltant de 30 tojis femenines al Japó, però quan Imada va començar a elaborar-ne en quedaven molt poques; la seva dedicació ha estat un model per a altres dones de la indústria, encara que en les entrevistes deixar clar que no es va haver d'enfrontar a la discriminació de gènere en el seu treball.
Imada va participar en el documental del 2019 Kampai! Sake Sisters, on va aportar la seva experiència durant els anys de treball.

## Premis
Miho Imada figura a la llista de les 100 Dones de la BBC, anunciada el 23 de novembre de 2020.